# Войтина Гілярій Степанович
Гілярій Степанович Войтина (нар. 15 (27) грудня 1903, с. Денисів, Королівство Галичини і Володимирії, Австро-Угорщина  нині Тернопільського району — 26 червня 1977, м. Тернопіль) — майстер різьби по дереву.

## Життєпис
у 1950–1958 роках репресований, перебував на засланні в Сибіру.
Автор кількох десятків творів, серед них — «Денисівська церква з дзвіницею», «Моя садиба», «Пам'ятник князю Володимирові Святославичу», «Приходь з бочівкою», «Шевченківська хата» та ін.
Брав участь в оздобленні ряду церков на Тернопільщині.